# Afraflacilla berlandi
Afraflacilla berlandi är en spindelart som beskrevs av Denis 1955. Afraflacilla berlandi ingår i släktet Afraflacilla och familjen hoppspindlar. Inga underarter finns listade i Catalogue of Life.